# Râul Țichi
Râul Țichi este un curs de apă, afluent al râului Hârtibaciu. 